# Westenholz (Adelsgeschlecht)

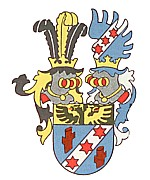
Adelswappen (1866)

Westenholz ist der Name eines briefadeligen österreichischen Adelsgeschlechts. Zweige davon bestehen heute in Großbritannien und in den Niederlanden.

## Geschichte
Das Adelsgeschlecht geht zurück auf eine bürgerliche norddeutsche Familie, aus der auch die dänische Familie Westenholz hervorgegangen ist.
Als Stammvater beider Linien gilt der Hannoveraner Bürger Thomas Westenholz († 1593). Die deutsch-österreichisch-schweizerische Linie stammt von seinem gleichnamigen Sohn Thomas Westenholz (1575–1622) ab, die dänische von seinem anderen Sohn, dem Ratsherrn und Kämmerer Hermann Westenholz (1577–1654), dessen Epitaph in der Kreuzkirche (Hannover) erhalten ist. Dessen Enkel Melchior Ludwig Westenholz (1647–1694), braunschweigisch-lüneburgischer Legationssekretär zu Nimwegen, wurde mit kaiserlichem Diplom vom 7. März 1693 in den Reichsadelsstand erhoben. Dieser Zweig war jedoch schon im 19. Jahrhundert ausgestorben.
Der Urenkel von Thomas Westenholz, Casimir Albrecht Heinrich Westenholz (1695–1767), war Organist in Lauenburg (Elbe). Von seinen Kindern wurde Johann Friedrich Gottlieb Westenholz (1727–1796) Organist der Jakobikirche (Lübeck), Georg Heinrich Westenholz (1732–1806) Cafétier in Lübeck und Carl August Friedrich Westenholz (1736–1789) Hofkapellmeister in Ludwigslust. Dessen Enkel Friedrich Ludwig Westenholz (1787–1873), Sohn des Cellisten Carl Friedrich Westenholz (1756–1802), schlug den Kaufmannsberuf ein, wirkte als solcher in Göteborg, London und Wien, investierte in Bergbau und Hüttenwesen, erwarb 1841 vorübergehend Wolfsberg (Kärnten), 1842 Schloss Waldenstein und 1848 das Kohlebergwerk Dombrowa bei Chrzanów in Galizien. Er heiratete Louise Friederike, geborene Kuh (1800–1849) aus einer jüdischen, 1804 zum Christentum konvertierten Breslauer Kaufmannsfamilie.
Der Sohn aus dieser Ehe, Friedrich (1825–1898) ließ sich in Hamburg als Kaufmann und Bankier nieder. Als österreichischer Generalkonsul wurde er am 29. Mai 1866 (Diplom vom 2. Oktober 1866) in den österreichischen rittermäßigen Adelsstand erhoben; am 30. August 1869 (Diplom vom 18. Januar 1870) erfolgte die Erhebung in den österreichischen Freiherrnstand.
Nach dem preußisch-österreichischen Krieg von 1866 gab Friedrich von Westenholz das Hamburgische Bürgerrecht auf und erwarb für sich und seine Nachkommen 1867 das Bürgerrecht von St. Gallen in der Schweiz. In Hamburg starb die Familie 1940 aus.

### Besitzungen
- Herrschaft und Schloss Wolfsberg (Kärnten) 1841–1842
- Hüttenwerk, Herrschaft und Schloss Waldenstein (Kärnten) 1842–1848
- Kohlegrube Dombrowa bei Chrzanów in Galizien
- Geschäftshaus Glockengießerwall 14
- Wohnhaus Sophienterrasse 14 (bis in die 1930er Jahre)
- Landhaus Dörpstede in Hamburg-Volksdorf (bis 1933)

## Wappen
Das ursprüngliche bürgerliche Wappen, so wie es auf den Epitaphien in Hannover überliefert ist, zeigte zwei Äste.
Das Reichsadelswappen von 1693 für Ludwig Melchior von Westenholz ist geviertelt. Das 1. und 4. Viertel ist gespalten in Blau und Silber; in jedem Feld ein aufgerichteter, beiderseits dreimal geästeter Baumstamm abgehauen, natürlicher Farbe; das 2. und 3. Viertel ist von Gold über Blau geteilt durch einen mit drei Leopardenköpfen nebeneinander belegten silbernen Balken. Aus dem gekrönten Helm gehen die Stämmer hervor, etwas auswärts gelehnt. Die Helmdecken sind schwarz/gold und blau/silber.
Das 1866 verliehene Adelswappen zeigt in Blau pfahlweise begleitet von zwei natürlichen Stämmen einen silbernen Linksschrägbalken mit drei sechsstrahligen, roten Sternen, das Haupt gespalten von Gold und Schwarz mit wachsendem, rot bezungtem Doppeladler in gewechselten Farben.
Das freiherrliche Wappen von 1869 ist nach dem Diplom ein Schild mit einem Schildhaupt. In dem von Gold und Schwarz (den Farben der Habsburger Monarchie) längs geteilten Schildhaupt ein hervorwachsender rot bezungter Doppeladler in gewechselten Tinkturen. Den blauen Schild durchzieht ein schrägrechter silberner, mit drei roten Sternen hintereinander belegter Balken, welche zwei natürliche Baumstrunken pfahlweise beseiten. Auf dem Hauptrandes des Schildes ruht die Freiherrnkrone mit drei gekrönten Turnierhelmen. Den mittleren sowie den rechtsseitigen Helm umgeben schwarze mit Gold, den linksseitigen blaue mit Silber unterlegte Decken.

## Stammliste nach Karl Friedrich Ludwig
Karl Friedrich Ludwig Freiherr von Westenholz (1825–1898), k.u.k. Generalkonsul in Hamburg ⚭ (I) Clara Elisabeth, geb. Ertel (1829–1871)
- Carl Friedrich Freiherr von Westenholz (1853–1908) ⚭ Mathilde, geb. von Miller zu Aichholz (1860–1938), Tochter von Vinzenz von Miller zu Aichholz
  - Clara Freiin von Westenholz (1883–)
  - Frieda Freiin von Westenholz (1887–)
  - Karl Friedrich Melchior Siegfried Freiherr von Westenholz (1892–1918), k.u.k. Oberleutnant
- August Henry Freiherr von Westenholz (1855–1926), Bankier in Hamburg ⚭ Anna-Marie Palatschek, Schauspielerin
- Friedrich Paul von Westenholz (1859–1919), Professor an der TH Stuttgart ⚭ Jurke Johanna Landheer (1858–)
  - Rudolf Friedrich Freiherr von Westenholz (1882–), Jurist
  - Elisabeth Meyn-von Westenholz (1883–1951), Historikerin ⚭ Kai Meyn (1872–1940), Generalmajor
  - Paul Eberhard Freiherr von Westenholz (1884–1933), Bankier ⚭ Lily Weyer, Tochter von Bruno Weyer
    - Heinz (Henry) Friedrich Eberhard Freiherr von Westenholz (1916–1984) ⚭ Marguerite Gordon Ness (* 1915), Gutsherr
      - Frederick Patrick Piers Freiherr von Westenholz (* 1943), Innenarchitekt, Antiquitätenhändler, Skiläufer (Olympische Winterspiele 1964), Freund von Charles, Prince of Wales ⚭ 1964 Arabella Hoffmann von Hofmannsthal (* 1942); ⚭ 1979 Jane Leveson (* 1953), Enkelin von Sir Arthur Cavenagh Leveson, Hofdame (Companion) von Königin Camilla[11]
        - Frederick Patrick Piers (Fritz) von Westenholz (* 1980) ⚭ Caroline Sieber, Investmentbanker
        - Violet von Westenholz (* 1983), PR-Mitarbeiterin bei Ralph Lauren, befreundet mit Harry, Duke of Sussex[12]
        - Victoria von Westenholz (* 1986), Mitarbeiterin bei Christie’s (London), Innenarchitektin

      - Charles Patrick Paul Freiherr von Westenholz (1945–2006), Bankier, ⚭ 1971 Lady Mary Kerr (* 1944), Tochter von Peter Kerr, 12. Marquess of Lothian

    - Albert Friedrich Paul Freiherr von Westenholz, auch Paul West (1921–2011), Kaufmann; ⚭ 1951 Elisabeth Henriette van Hasselt (1927–2014)
      - Caroline Anne Freiin de Westenholz (* 1954), Kunsthistorikerin und Autorin ⚭ (II) Julie Antonie Louise, geb. Hayn (1849–1916)
- Mathilde von Westendorf (1872–1940)
- Albert Wilhelm von Westendorf (1879–1939), Privatgelehrter

## Persönlichkeiten
- Melchior Ludwig Westenholz (1647–1694), braunschweigisch-lüneburgischer Legationssekretär
- Carl August Friedrich Westenholz (1736–1789), Hofkapellmeister in Ludwigslust
- Friedrich Ludwig Westenholz (1787–1873), Kaufmann und Industrieller
- Friedrich von Westenholz (1825–1898), Kaufmann und Bankier, 1869 geadelt, seit 1870 Freiherr
- Friedrich Paul von Westenholz (1859–1919), Professor an der TH Stuttgart
- Elisabeth Meyn-von Westenholz (1883–1951), Historikerin
- Piers von Westenholz (* 1943), britischer Sportler, Antiquitätenhändler und Innenarchitekt
- Jane von Westenholz (* 1953), Gemahlin von Piers von Westenholz und Geschäftsfrau (Antiquitätenhandel)[13], seit November 2022 offizielle Begleiterin der britischen Königsgemahlin Camilla[14]
- Caroline Anne Freiin de Westenholz (* 1954), Kunsthistorikerin und Autorin